# Жиренше-шешен
Жиренше-шешен (от каз. шешен — красноречивый) — персонаж казахского фольклора, знаменитый острослов-оратор. Вероятный его прототип жил в XV веке в эпоху образования Казахского ханства. Имя Жиренше в казахском фольклоре употребляется как символ необычайного ума и красноречия.

## Образ
Согласно преданиям и рассказам, Жиренше-шешен жил во времена Жанибек-хана, второго правителя Казахского ханства. Однако в исторических документах об окружении Жанибек-хана нет данных о человеке с таким именем.
Легенды и рассказы о Жиренше-шешене встречаются в казахском фольклоре, начиная ещё с XV—XVI веков. В бытующих преданиях он предстаёт в нескольких качествах. В одних случаях Жиренше — мудрый визирь и друг Жанибек-хана, помогающий тому управлять страной. Однако в других случаях Жиренше, напротив, проявляет черты трикстера и предстаёт как соперник хана, побеждающий склонного к несправедливости властителя ярким умом и мудростью. Наибольшую же известность в современности получили юмористические бытовые зарисовки о находчивости Жиренше — доброго и справедливого советчика простых людей.
Широко известен сюжет о женитьбе Жиренше и девушки Карашаш, не уступающей ему по уму и ставшей его второй женой. Мудростью отличалась и Каракоз, первая жена Жиренше, согласно легенде, происходившая из рода Рамадан племени Жетыру Младшего жуза.
Жиренше упоминается в фольклоре и других тюркоязычных народов: например, у каракалпаков — также Жиренше шешен, у киргизов — Жээренче чечен, у туркмен — Ийкренче, у башкир — Еренсе сэсэн. При этом в некоторых киргизских источниках упоминается, что Жээренче был сподвижником не казахского, а золотоордынского хана Джанибека, жившего в XIV веке.